# پیمان میری
سیدپیمان میری (زاده ۸ آذر ۱۳۷۱ در تهران) یک بازیکن فوتبال اهل ایران که در پست وینگر چپ برای باشگاه فوتبال سایپا تهران در لیگ یک بازی می‌کند. 

## سوابق باشگاه‌های
۲۰۱۰-۲۰۱۳ عضویت در باشگاه نفت تهران
۲۰۱۳-۲۰۱۵ عضویت در باشگاه فوتبال پارسه تهران
۲۰۱۵-۲۰۱۶ عضویت در باشگاه فوتبال سیاه جامگان مشهد
۲۰۱۶  باشگاه فوتبال صنعت نفت آبادان
۲۰۱۶-۲۰۱۷ باشگاه فوتبال نساجی مازندران 
۲۰۱۷-۲۰۱۹ باشگاه فوتبال سایپا تهران
۲۰۱۹-۲۰۲۰ باشگاه فوتبال آلومینیوم اراک 
۲۰۲۰-۲۰۲۱ باشگاه فوتبال مس کرمان 
۲۰۲۱-۲۰۲۲ باشگاه فوتبال هوادار
2022-2023 باشگاه فوتبال نفت مسجدسلیمان 
2024-  باشگاه فوتبال سایپا تهران